# Ödön Földessy
Ödön Földessy (né le 1er juillet 1929 à Békés et mort le 9 juin 2020 à Budapest) est un athlète hongrois, spécialiste du saut en longueur.

## Carrière
Ödön Földessy remporte la médaille de bronze des Jeux olympiques de 1952, à Helsinki, avec un saut à 7,30 m, s'inclinant face aux Américains Jerome Biffle et Meredith Gourdine.
En 1954, à Berne, il devient champion d'Europe du saut en longueur devant le Polonais Zbigniew Iwański et le Français Ernest Wanko.
Son record personnel en plein air est de 7,76 m, établi en 1953.

### Palmarès
| Date | Compétition           | Lieu     | Résultat | Marque |
| ---- | --------------------- | -------- | -------- | ------ |
| 1952 | Jeux olympiques       | Helsinki | 3e       | 7,30 m |
| 1954 | Championnats d'Europe | Berne    | 1er      | 7,51 m |

### Records
| Épreuve          | Performance | Lieu | Date |
| ---------------- | ----------- | ---- | ---- |
| Saut en longueur | 7,76 m      |      | 1953 |

## Vie privée
Il est l'ex-mari de l'escrimeuse Paula Marosi.